# 戴氏鏢鱸
戴氏鏢鱸為輻鰭魚綱鱸形目鱸亞目河鱸科的其中一種，分布於美國Choctawhatchee及Pensacola灣的淡水流域，體長可達6.1公分，棲息在沙泥底質的溪流、池塘。